# Démocratie libérale
Pour les articles homonymes, voir Démocratie libérale (homonymie).
 (mai 2017).
Si vous disposez d'ouvrages ou d'articles de référence ou si vous connaissez des sites web de qualité traitant du thème abordé ici, merci de compléter l'article en donnant les références utiles à sa vérifiabilité et en les liant à la section « Notes et références ».

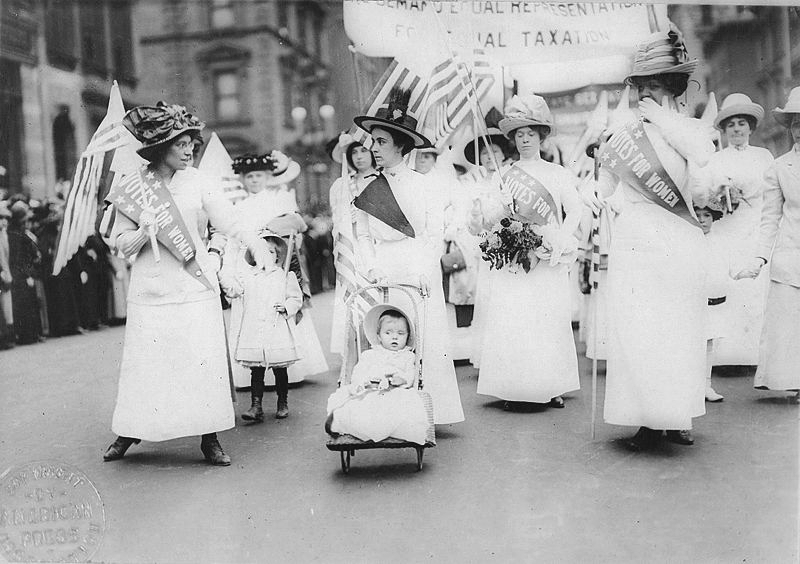
Le défilé pour le suffrage féminin en 1913, officiellement appelé « Woman suffrage procession » ou « Woman suffrage parade » en anglais.

La démocratie libérale, parfois appelée démocratie occidentale, est une idéologie politique et une forme de gouvernement dans laquelle la démocratie représentative fonctionne selon les principes du libéralisme, à savoir la protection des libertés de l'individu. Elle est caractérisée par des élections justes, libres et concurrentielles entre plusieurs partis politiques distincts, une séparation des pouvoirs dans différentes branches du gouvernement, la primauté du droit dans la vie quotidienne dans le cadre d'une société ouverte, et la protection égale des droits de l'Homme, des droits et libertés civils, et des libertés politiques pour tous. En pratique, les démocraties libérales sont souvent fondées sur une constitution, formellement écrite ou non codifiée, afin de définir les pouvoirs du gouvernement et de consacrer le contrat social. Après une période d'expansion soutenue tout au long du XXe siècle, la démocratie libérale est devenue le système politique de la majorité des pays développés.
Une démocratie libérale peut prendre diverses formes constitutionnelles. Elle peut reposer sur une république, comme en France, en Allemagne, en Inde, en Irlande, en Italie ou aux États-Unis, ou bien sur une monarchie constitutionnelle, comme au Japon, en Espagne, aux Pays-Bas, au Canada ou au Royaume-Uni. Le régime peut être présidentiel (Argentine, Brésil, Mexique, États-Unis), semi-présidentiel (France et Taïwan), ou parlementaire (Australie, Canada, Inde, Nouvelle-Zélande, Pologne, Pays-Bas ou Royaume-Uni).
Les démocraties libérales ont d'ordinaire un suffrage universel, octroyant à tous les citoyens adultes le droit de vote, sans distinction de genre, de population ni de propriété. Cependant, certains pays considérés comme des démocraties libérales ont parfois opté dans l'Histoire pour un suffrage non universel, de ce fait restreignant, à l'exemple du suffrage censitaire en vigueur en France ou en Belgique, principalement au XIXe siècle, sans évoquer le tardif droit de vote des femmes octroyé dans la première moitié du XXe siècle, avant quoi la moitié de la population n'avait le droit de participer aux scrutins.
Le but des constitutions libérales-démocratiques est de définir le caractère démocratique de l'État. Ainsi, elles sont souvent vues comme étant faites pour limiter l'autorité des gouvernements. La démocratie libérale met l'accent sur l'indépendance de la justice et la séparation des pouvoirs, dont un système de « freins et de contrepoids » entre les branches du gouvernement constitue la garantie de la pérennité du caractère démocratique de l'organisation de l'État.

## Structure
Les démocraties libérales reposent généralement sur le suffrage universel, c'est-à-dire l'octroi à tous les citoyens adultes du droit de vote, sans distinction de race, de sexe ou de ressources. Les décisions prises par les élections ne sont pas prises par l'ensemble des citoyens, mais par ceux ayant participé au scrutin.
La constitution d'une démocratie libérale définit le caractère démocratique de l'État. Elle donne des limites à l'autorité du gouvernement. La démocratie libérale repose sur la séparation des pouvoirs : un pouvoir judiciaire indépendant et un système contrôle et de contrepoids entre les pouvoirs de l'État (législatif et exécutif). L'autorité gouvernementale ne s'exerce légitimement que conformément aux lois adoptées et mises en œuvre conformément au processus défini. De nombreuses démocraties utilisent le fédéralisme - une séparation verticale des pouvoirs - afin de prévenir les abus et d'accroître la participation du peuple, en fractionnant les pouvoirs, entre les gouvernements municipaux, provinciaux et nationaux.

### Droits et libertés
Dans la pratique, les démocraties posent des limites sur certaines libertés. Il existe diverses limitations juridiques telles que le droit d'auteur et des lois contre la diffamation. Il peut y avoir des limites relatives à l'expression anti-démocratique, l'atteinte aux droits de l’homme, ou sur l'incitation au terrorisme. Aux États-Unis plus qu'en Europe, au cours de la guerre froide, de telles restrictions ont été appliquées aux communistes. De nos jours elles sont le plus souvent appliquées aux organisations perçues comme favorisant le terrorisme ou l'incitation à la haine et sont regroupés sous forme de lois sur le terrorisme dans le droit national.
La justification classique de ces limites est qu'elles sont nécessaires pour garantir l'existence de la démocratie, ou l'existence des libertés elles-mêmes. Par exemple, permettre la liberté d'expression pour ceux qui préconisent l'assassinat de masse porte atteinte au droit à la vie et à la sécurité. Par là-même, les gouvernements considèrent les restrictions apportées aux discours négationnistes (et à tout discours de haine) comme conforme à l'idée de démocratie.

### Conditions
Bien que ne faisant pas partie du système de gouvernement en tant que tel, un minimum de libertés individuelles et économiques, entrainant une importante classe moyenne ainsi qu'une société civile prospère, sont souvent vues comme nécessaire à l'avènement d'une démocratie libérale.

## Origine
Les démocraties libérales tiennent leurs origines de l'Europe des lumières mais leur nom de démocratie n'est arrivé que plus tard après les révolutions, ces systèmes étaient appelés république et opposé à la démocratie antique. À cette époque, les États européens étaient, dans leurs vastes majorités, des monarchies où le pouvoir politique était détenu par des monarques ou par l'aristocratie[réf. nécessaire]. La possibilité d'un État démocratique n'avait pas été considérée comme une théorie politique sérieuse depuis l'Antiquité classique, et la croyance bien répandue était qu'une démocratie déboucherait invariablement sur une instabilité, un chaos politique du fait des caprices changeants de la population. Il était en plus admis que la démocratie était contraire à la nature humaine, les Hommes étant conçus comme inévitablement mauvais, violents et nécessitant ainsi un dirigeant fort afin d'empêcher leur pulsions destructrices[réf. nécessaire]. Nombreux étaient les monarques européens à affirmer tenir leur pouvoir de Dieu, et ainsi, questionner leur droit de régner était équivalent au blasphème[réf. nécessaire].
Aux États-Unis, le terme démocratie s'est substitué au terme république dans les années 1820, à la suite d'une élection où Andrew Jackson s'est revendiqué démocrate pour se démarquer des autres, et s'est fait élire. Les autres candidats ont par la suite repris ce terme.

## Un type de régime minoritaire dans le monde
Selon le rapport de 2021 du projet V-Dem (pour Varieties of Democracy) conduit par une équipe de chercheurs hébergée à l’université de Göteborg, qui propose une distinction entre « démocraties libérales », « démocraties électorales », « autocraties électorales » et « autocraties fermées », seuls 14 % de la population mondiale, répartis dans une trentaine d’États, vivraient dans une démocratie authentiquement libérale.